# Mesnil-Sellières
Mesnil-Sellières är en kommun i departementet Aube i regionen Grand Est (tidigare regionen Champagne-Ardenne) i nordöstra Frankrike. Kommunen ligger  i kantonen Piney som ligger i arrondissementet Troyes. År 2022 hade Mesnil-Sellières 574 invånare.

## Befolkningsutveckling
Antalet invånare i kommunen Mesnil-Sellières
Referens: INSEE